# Freeden Bank
Freeden Bank är en sandbank i Antarktis. Den ligger i havet utanför Östantarktis. Argentina och Storbritannien gör anspråk på området.